# Liste der Naturdenkmale in Nittel
Die Liste der Naturdenkmale in Nittel nennt die im Gemeindegebiet von Nittel ausgewiesenen Naturdenkmale (Stand 3. Juni 2024).

## Naturdenkmale
| Nr.         | Bezeichnung   | Lage                                                                          | Beschreibung                                      | Bild                                    |
| ----------- | ------------- | ----------------------------------------------------------------------------- | ------------------------------------------------- | --------------------------------------- |
| ND-7235-390 | Kölliger Fels | Köllig, nordwestlich des Ortes; Flur Im Gewännchen Lage                       | Felsen und Waldpartie; flächenhaftes Naturdenkmal | Direkt Bild zu diesem Denkmal hochladen |
| ND-7235-396 | Drei Eichen   | Nittel, östlich des Ortes an der L 135 beim Windhof; Flur Bei Kelterborn Lage | Quercus sp., drei von ursprünglich sechs Bäumen   | Direkt Bild zu diesem Denkmal hochladen |